# Pensacola electa
Pensacola electa là một loài nhện trong họ Salticidae.
Loài này thuộc chi Pensacola. Pensacola electa được Elizabeth Bangs Bryant miêu tả năm 1943.